# Jutapere jõgi
Jutapere jõgi är ett vattendrag i Estland.   Det ligger i landskapet Raplamaa, i den västra delen av landet, 40 km söder om huvudstaden Tallinn.